# 的場浩司
的場 浩司（まとば こうじ、1969年3月28日 - ）は、日本の俳優、タレント。埼玉県上尾市出身。

## 来歴
トラック運転手（生花店）をしていた18歳の時に、『天才・たけしの元気が出るテレビ!!』の草野球コーナーに出演。1988年の映画『首都高速トライアル』で本格的にデビューを果たし、翌1989年のテレビドラマ『はいすくーる落書』『ママハハ・ブギ』でその名は全国区となる。一時期ロックグループ炎達で歌手としても活動していた。オフィスジュニアに所属していたが、2014年8月からは株式会社バダスプロモーションに所属している。

## 人物
- 高校時代は不良少年であった。喧嘩をすることも多かったが相手にするのは専ら同じ不良だけであり、弱い者イジメなどは一切行わない硬派として鳴らした。仲間内からの人望はあったが、暴走行為などで何度も警察とトラブルになったため、高校を退学になりかけた。
- テレビドラマや映画を中心に個性的かつ確かな演技を見せ、幅広い層から人気を獲得している。的場と中野英雄、山口祥行、本宮泰風の4人で「ネオVシネ四天王」と評されることもある[2][3]。
- デビュー当初、まだパワハラが認知されていなかった時代に撮影出番で呼び出される際、現在のように「的場さん、お願いします」と丁寧な扱いを受けることはほぼなく、「おい、ちんぴら」（酷い場合には「おい、うじむし」）と呼ばれて頭に血が上ることが度々あった。しかし、かつて上下関係を重んじる“硬派の不良”であった経験から、新入りの自分は感情を表に出すべきではないと思い直して怒りの矛先を抑え、自己の感情をコントロールする術を身に付けたという。
- 『ママハハ・ブギ』で初共演した浅野温子に「マッキー」という渾名を付けられたことがある。由来は浅野曰く「人間として末期」的な目つきをしていたから。なお、浅野に「君、薬やってんの？」と言われたこともある。
- 自身が気に入った物には何にでも名前を付ける癖があり、行きつけのペットショップにいた紀州犬を甲斐犬と間違えて「ウメ」と名付けたり、自分の愛車に大豪院邪鬼と名付けて愛でている。
- 2020年12月15日に発売した、ナツメ社の『ハンディ版オールカラー よくわかる俳句歳時記』に、的場、村上健志（フルーツポンチ）、光浦靖子の『プレバト!!』で詠んだ句が掲載された[4]。
- 友人の東幹久とは共演作も多く、『水戸黄門』第42部から、それぞれ助さん・格さんのコンビで出演している。
- 漫画家の桂正和と親交が深い。「まーちゃん」「コウちゃん」と呼びあう仲である[5]。桂の代表作である『ウイングマン』が2024年に実写ドラマ化され、的場は主人公の父親役で出演している。

### 趣味・嗜好
- 好きなスポーツは、柔道（二段を有している）・ボクシング・野球など。趣味は、スイーツ・自動車・バイク・身体を動かすこと・スキューバーダイビング。
- 大の甘党で、最近はそのスイーツマニアぶりが知られるところとなり、ガイド本出版、関連イベント、コンビニとのコラボ商品プロデュースなど活動の幅を広げている[6]。「キレイなスイーツが並んでいるところを見るだけで、幸せな気持ちになれる」と語っており、一番よく食べたときは朝食にホールケーキ1個だった。日々新しいスイーツを探しており、スイーツ探しの時には自転車に乗り、狭い場所や地域密着型のスイーツ店を探す事が多い[7]。甘いものであれば洋菓子・和菓子問わずに好物で、特にプリン、シュークリームを好んでいる[8]。
- タバコは嗜むが、酒は全く飲めない下戸である[9]
- 極度の虫嫌いであり、特に蝶、蛾、ゴキブリ、カマドウマが大嫌い。一人暮らしの時にゴキブリが1匹出ただけですぐに引っ越したほど。また、神経質なほど綺麗好きであり、掃除をはじめ洗濯などの家事を率先して行う[10]。長女幼い時には「ハイハイをする時に床が汚れているといけない」と掃除機をかけ、拭き掃除をした後に自ら腹ばいになり、子どもと同じ目の高さで埃が残っていないか最終チェックを毎日していた。
- 心霊現象や都市伝説などにも造詣が深く、『やりすぎコージー』のコーナーやりすぎ都市伝説にパネラーとして多く出演している。
- 好きな芸人はくまだまさし[11]。
- 好きな歌手は近藤真彦、矢沢永吉、THE MODS、横浜銀蝿、チェッカーズ、BOØWY[12]。また、浜崎あゆみも好きで、特に「Voyage」を聴くと涙が出そうになるという[13]。

## 出演

### テレビドラマ
- こまらせないで!（1989年1月11日 - 3月22日、フジテレビ）
- はいすくーる落書（1989年1月6日 - 3月24日、TBS） - 遠藤薫（生徒）
  - はいすくーる落書スペシャル（1989年12月29日）
- 自主退学（1990年4月23日、TBS、月曜ドラマスペシャル） - 卒業生
- ママハハ・ブギ（1989年7月3日 - 9月18日、TBS） - 水谷正雄
- 卒業（1990年1月12日 - 3月30日、TBS） - 宮本真司
- 予備校ブギ（1990年4月20 - 7月6日、TBS） - 村田一郎
- 忠臣蔵（1990年12月26日、TBS） - 矢頭教兼
- 和宮様御留（1991年、テレビ朝日） - 四郎
- ママってきれい!?（1991年1月11日 - 3月22日、TBS） - 星野光
- ADブギ（1991年10月18日 - 12月20日、TBS） - 藤井貴之
  - AD・リターンズ（1992年10月19日）
- 大河ドラマ（NHK）
  - 信長 KING OF ZIPANGU（1992年） - 池田恒興
  - 毛利元就（1997年） - 野田次郎
  - 利家とまつ〜加賀百万石物語〜（2002年） - 村井長頼
  - 篤姫（2008年） - 有馬新七
  - 軍師官兵衛（2014年） - 吉弘統幸
- 素顔のままで（1992年4月13日 - 6月29日、フジテレビ） - 沢田卓郎
- 誰かが彼女を愛してる（1992年10月 - 12月、フジテレビ） - 佐藤学
- ええにょぼ（1993年4月5日 - 10月2日、NHK、連続テレビ小説） - 山中小鉄
- ララバイ刑事'93（1993年4月11日 - 9月19日、テレビ朝日） - 赤川猛（刑事）
- 代紋TAKE2シリーズ（1993年 - 1997年、日本テレビ、スペシャルドラマ） - 主演・阿久津丈二
  - 代紋 TAKE2〔1〕 （1993年3月4日放送）
  - 代紋 TAKE2〔2〕〜孤狼の章〜（1994年2月6日放送）
  - 代紋 TAKE2〔3〕〜獄中の狼たち〜（1994年11月20日放送）
  - 代紋 TAKE2〔4〕〜襲名! 白浜組八代目〜（1995年6月25日放送）
  - 代紋 TAKE2〔5〕〜丈二、木更津に死す! 〜（1996年1月28日放送）
  - 代紋 TAKE2〔6〕〜勃発! 白浜組VS明石組〜（1996年12月8日放送）
  - 代紋 TAKE2〔7〕〜激突! 木更津戦争〜（1997年2月9日放送）
- 陽のあたる場所（1994年1月13日 - 3月24日、フジテレビ、木曜劇場） - 大八木由記夫
- 菊亭八百善の人びと 幻の高級江戸料理!美人女将の細腕繁盛記（1994年2月3日、テレビ朝日）
- 男嫌い（1994年7月14日 - 9月22日、TBS、木曜ドラマ） - 林幸太郎
- 松本清張ドラマスペシャル・眼の気流「タクシードライバーは見た!!恐るべき計画殺人の罠」（1994年9月15日、テレビ東京） - 主演・末永庄一
- 新婚なり!（1995年7月7日 - 9月22日、TBS） - 与田岩男
- 愛とは決して後悔しないこと（1996年1月12日 - 3月22日、TBS、金曜ドラマ） - 関根克己
- もう我慢できない!（1996年7月2日 - 9月17日、フジテレビ） - 福本悠介
- 横山やすし追悼ドラマ 俺は浪花の漫才師 笑わせまっせ泣かせまっせ! 波瀾万丈の51年を生きた最後の芸人（1997年1月27日、MBS） - 主演・横山やすし
- 職員室（1997年7月4日 - 9月19日、TBS） - 野寺鉄男
- 冷たい月（1998年1月12日 - 3月16日、日本テレビ） - 丸山忍
- こいまち「第10話 横浜から長野へ・素敵な夢を叶えましょう」（1999年3月16日、フジテレビ系列） - 主演・久田啓介
- 緋が走る（1999年4月7日 - 5月12日、NHK）
- 新春ワイド時代劇（テレビ東京）
  - 次郎長三国志（2000年1月2日） - 森の石松
  - 竜馬がゆく（2004年1月2日） - 千葉重太郎
  - 信長燃ゆ（2016年1月2日） - 甚助
- ビューティフルライフ（2000年1月16日 - 3月26日、TBS、東芝日曜劇場） - 美山耕三
- 京都迷宮案内（2000年 - 2003年、テレビ朝日、木曜ミステリー） - 坂井陽平（記者）
  - 京都迷宮案内 第2シリーズ（2000年1月27日 - 3月16日）
  - 京都迷宮案内 第3シリーズ（2001年1月18日 - 6月21日）
  - 京都迷宮案内スペシャル（2001年10月4日）
  - 京都迷宮案内 第4シリーズ（2002年1月10日 - 3月21日）
  - 京都迷宮案内 第5シリーズ（2003年1月9日 - 3月20日）
- こちら本池上署（2003年） - 松崎貴博
- Stand Up!!（2003年7月4日 - 9月12日、TBS） - 木村光彦
- 夢みる葡萄〜本を読む女〜（2003年9月29日 - 12月15日、NHK、月曜ドラマシリーズ） - 小川秋次
- FIRE BOYS 〜め組の大吾〜 第5・9 - 11話（2004年2月3日・3月3日 - 16日、フジテレビ） - 神田（レスキュー隊長）
- 十津川警部シリーズ32 愛の伝説・釧路湿原（2004年9月27日、TBS、月曜ゴールデン） - 持田満
- 所轄刑事シリーズ（2004年 - 、フジテレビ） - 主演・梢田威（刑事）
  - 所轄刑事 〜必死の捜査報告〜（2004年9月10日、金曜エンタテイメント）
  - 所轄刑事2 〜必死の生活安全課〜（2005年12月2日）
  - 所轄刑事3 涙の生活安全課〜必死のアキバ捜査網〜（2007年3月16日）
  - 所轄刑事4 〜罠にはまった生活安全課〜（2008年8月1日）
  - 所轄刑事5 走れ！生活安全課〜振込め詐欺の出し子を探せ〜（2010年1月22日）
  - 所轄刑事6 〜欺かれた生活安全課〜（2011年10月21日）
  - 所轄刑事7 〜能登・金沢 ストーカー連続殺人事件の闇〜（2012年7月27日）
  - 所轄刑事8 〜信州・安曇野〜白骨温泉売春組織に迫る復讐の剣〜（2013年1月18日）
- H2〜君といた日々（2005年1月13日 - 3月24日、TBS） - 古賀富士夫
- 白夜行（2006年1月12日 - 3月23日、TBS） - 榎本宏
- エル・ポポラッチがゆく!!（2006年3月27日 - 2007年、NHK） - KEN隼
- 特命!刑事どん亀（2006年4月10日 - 7月17日、TBS、ナショナル劇場） - 八重樫竜介（刑事：警部補）
- 太閤記〜天下を獲った男・秀吉（2006年10月31日 - 12月12日、テレビ朝日） - 蜂須賀小六
- 白虎隊（2007年1月6日、7日、テレビ朝日、新春ドラマスペシャル） - 日向内記
- キッパリ!（2007年1月29日 - 4月13日、TBS系、ドラマ30） - 君塚洋平
  - キッパリ!!（2008年9月1日〜10月3日、※共演者の不祥事により第25話で打ち切り（残り20話未放送））[14]
- ジャッジ 〜島の裁判官奮闘記〜（2007年10月25日 - 11月22日、NHK総合） - 谷川淳一
  - ジャッジII 島の裁判官奮闘記（2008年10月25日 - 11月22日）
- その男、副署長〜京都河原町署事件ファイル〜（2007年4月26日 - 6月14日、テレビ朝日系、木曜ミステリー） - 島英明（記者）
  - その男、副署長〜京都河原町署事件ファイル〜 第2シーズン（2008年7月3日 - 9月4日）
  - その男、副署長 第3シーズン（2009年10月15日 - 12月17日）
- 天と地と（2008年1月6日、テレビ朝日） - 小島弥太郎
- 朝食亭（2009年2月28日、WOWOW） - 土田
- メイド刑事（2009年6月26日 - 9月11日、テレビ朝日系、金曜ナイトドラマ） - 梶正治（刑事）
- 温泉仲居・小泉あつ子の事件帳（2009年9月15日、テレビ東京、水曜シアター9） - 餅越寿生（板前）
- 十津川警部シリーズ42 九州ひなの国殺人ルート（2009年9月28日、TBS、月曜ゴールデン）
- 坂の上の雲（2009年11月29日 - 、NHK） - 長岡外史
- 松本清張ドラマスペシャル・書道教授（2010年3月23日、日本テレビ） - タクシーの運転手（友情出演）
- 水戸黄門 第42部 - 第43部（2010年10月 - 2011年12月、TBS） - 渥美格之進
- 新・示談交渉人 裏ファイル（2011年3月7日、TBS、月曜ゴールデン） - 四方田広基
- SP〜警視庁警護課II（2012年3月3日、テレビ朝日、ドラマスペシャル） - 川端三樹夫
- 刑事・ガサ姫〜特命・家宅捜索班〜（2012年8月1日、テレビ東京、水曜ミステリー9） - 竜崎昇
- 空飛ぶ広報室 第4話（2013年5月5日、TBS） - 古賀准尉
- 報道ドラマ 生きろ 〜戦場に残した伝言〜（2013年8月7日、TBS、テレビ未来遺産"終戦"特別企画） - 荒井退造
- 山本周五郎時代劇 武士の魂 第四話（2017年5月16日、BSジャパン） - 郡玄一郎
- 天 天和通りの快男児 第5話 - 最終話（2018年11月1日 - 12月20日、テレビ東京） - 原田克美
  - 天 赤木しげる葬式編（2019年12月29日、テレビ東京） - 原田克美[15]
- 警視庁ゼロ係〜生活安全課なんでも相談室〜 SEASON4 第5話（2019年8月16日、テレビ東京） ‐ 山田竜二
- ウイングマン（2024年10月23日 - 12月25日、テレビ東京） - 広野正導[16]

### 映画
- 首都高速トライアル（1988年11月26日公開、にっかつ） - 木崎隆
- ビー・バップ・ハイスクール 高校与太郎完結篇（1988年12月17日公開、東映） - 愛徳高校 川端純
- 稲村ジェーン（1990年9月8日公開、東宝） - カッチャン
- 獅子王たちの夏（1991年、東映） - 主演・古田修（川田組大日本極真会組員）
- 就職戦線異状なし（1991年6月22日公開、東宝） - 立川修
- 獅子王たちの最后（1993年、東映） - 元・港組組員 西条
- 修羅場の人間学（1993年、東映） - 山倉和弘
- きけ、わだつみの声 Last Friends（1995年6月3日公開、東映） - 大野木（上等兵）
- トラブルシューター（1995年7月1日公開、ビターズ・エンド） - 主演・南郷大輔
- 螢Ⅱ 赤い傷痕（1995年） - 主演・島田謙次
- 流れ板七人（1997年、東映） - 森川敬三
- 実録・新宿の顔 新宿愚連隊物語（1997年3月15日公開、ムービーブラザーズ） - 主演・加納貢
- 明日なき街角（1997年7月19日公開、松竹） - 古賀※友情出演
- かっ鳶五郎（1997年、ケイエスエス） - 主演・山崎五郎
- 野獣の肖像（1998年） - 主演・人斬り鬼
- 大いなる完（1998年） - 主演・鉄馬完
- 新宿やくざ狂犬伝 一匹灯（1999年1月16日公開、大映） - 主演・春日洋一
- 御法度（1999年12月18日公開、松竹） - 菅野平兵衛
- ドンを撃った男（1999年4月10日公開、ギャガ） - 主演・成田テツオ
- 惚れたらあかん 代紋の掟（1999年8月21日公開、アートポート） - 主演・役座組組長 役座一路
- 実録外伝 武闘派黒社会（1999年9月10日公開、大映） - 主演・リュウ
- 極道血風録 無頼の紋章（2000年1月7日公開、大映） - 主演・木暮秋治
- 突破者太陽傳（2000年5月27日公開、大映） - 主演・弓削章吾[17]
- 鬼極道（2000年） - 主演・梅沢一家若頭 伊庭義貞
- 新GONIN（2000年9月2日公開、ブーム） - 主演・立花誠二
  - 新GONIN2 極道番外地（2000年） - 主演
- 阿修羅の伝説 闘篇（2001年、東映） - 主演・島勇作
- strain ストレイン（2001年） - 主演・殺し屋 マヨ（日下慎吾）
- 悪名（2001年7月28日公開、イップ・エンターテイメント） - 主演・朝吉
- 浪商のヤマモトじゃ!（2003年） - ワジマ
- デビルマン（2004年10月9日公開、東映） - 銃を受け取る車椅子の男
- 戦国自衛隊1549（2005年6月11日公開、東宝） - 与田（二尉）
- 俺は、君のためにこそ死ににいく（2007年5月12日公開、東映） - 関行男
- 土竜の唄 潜入捜査官REIJI（2014年2月15日、東宝） - 蛇嶋悟
- 陽光桜 -YOKO THE CHERRY BLOSSOM-（2015年11月21日） - 高岡正堂 [18]
- テラフォーマーズ（2016年4月29日、ワーナー・ブラザース映画）
- CONFLICT 〜最大の抗争〜（2016年5月28日） - 五代目天道会若頭補佐 織田組組長 織田征治
- 麻雀放浪記2020（2019年、東映） - ドサ健 / ミスターK
- 修羅の世界（2022年1月29日公開） - 主演・龍安組毛利一家総長 毛利誠仁[19]
- 犬も食わねどチャーリーは笑う（2022年9月23日公開、キノフィルムズ） - 浦島店長[20]

### Vシネマ
- 東京 極道抗争勃発（2002年、東映ビデオ） - 主演・佐野一平
  - 東京 2 激闘極道抗争（2003年、東映ビデオ） - 主演・佐野一平
- 浪商のヤマモトじゃ!（2003年） - ワジマ ※友情出演
- 新・日本の首領（2004年） - 村井組組員 白坂和男
- 実録・九州やくざ戦争 シリーズ（2006年）全3作 - 主演・大仁会 大仁州春
  - 実録・九州やくざ戦争 九州の義王(ライオン)（2006年1月25日）
  - 実録・九州やくざ戦争2 手打ち無き抗争（2006年3月25日）
  - 実録・九州やくざ戦争 完結編 筑豊頂上戦争（2006年5月25日）
- 汚れた代紋（2007年、企画・脚本：的場浩司）全2作 -  主演・日生狂次
- 修羅の血涙（2007年、企画・脚本：的場浩司）全2作 - 主演・山岡連合会幹部 榊千里
- バウンティハンター（2011年） - 鬼柳幻睡（バウンティハンター） ※特別出演
- あにき（2010年） - 豊島一家椿組組長 ※友情出演
- 実録・若頭（2010年） - 主演・三宅勝（川西組組員,氷業→川西組若頭→三代目山神組藤井組三宅組組長→三代目山神組藤井組若頭補佐→三代目山神組藤井組若頭→三代目山神組直系若衆）
  - 実録・若頭 完結編（2010年） - 三代目山神組本部長補佐 三宅組組長 三宅勝
- 悪(ワル)と呼ばれた男（2011年） - 主演・修造（僧侶）
- 中京統一戦線（2012年） - 主演・東海のドン 川尻雅彦
- 伝説になった男たち（2012年） - 主演・弥寿夫（探偵）
- 血塗れの報復（2013年、的場浩司俳優生活25周年記念作品）- 主演・三浦一家 山中龍
- ルーザー（2013年）全2作 - マル暴刑事 大山 ※特別出演
- 汚れた紋章(バッジ)（2013年）- 主演・マル暴 火山
- 孤独の仁義（2013年）- 主演・本田（元・自衛官）
- 獅子の復讐（2013年、的場浩司 俳優生活25周年記念作品） - 主演・玄誠会若頭補佐 白河組組長 白河龍
- 新・極道の紋章 シリーズ（2014年 - 2016年）全8作 - 主演・美濃部頼三（初代美濃部組組長の三男）
  - 新・極道の紋章（2014年） - 国会議員の秘書兼ボディーガード（堅気）
  - 新・極道の紋章2 - 8（2014年 - 2016年） - 美濃部組二代目組長
- 暴力水滸伝（2014年）全2作 - 主演・嘉手納
- 東京やくざ抗争（2016年） - 主演・西山会木崎組若頭 桐山
- CONFLICT 〜最大の抗争〜3・4（2018年） - 六代目天道会若頭補佐 織田組組長 織田征治
- YOKOHAMA BLACK シリーズ（2016年9月 - 2018年6月、オールイン エンタテインメント） - 主演・神奈川相模睦連合会 影の暗殺集団「特別高等粛清班」リーダー 龍司（元・ロシア軍特殊部隊出身）
  - YOKOHAMA BLACK（2016年9月）[21] - 神奈川相模睦連合 黒剣一家組長
  - YOKOHAMA BLACK2（2016年11月）[22] - 神奈川相模睦連合 黒剣一家組長
  - YOKOHAMA BLACK3（2017年12月）[23] - 神奈川相模睦連合 黒剣一家組長
  - YOKOHAMA BLACK4（2017年12月）[24] - 神奈川相模睦連合 黒剣一家組長
  - YOKOHAMA BLACK5（2018年4月）[25] - 神奈川相模睦連合五代目会長
  - YOKOHAMA BLACK6（2018年6月）[26] - 神奈川相模睦連合五代目会長
- CONFLICT 〜最大の抗争〜 外伝 織田征仁（2019年、的場浩司俳優生活30周年記念作品）全2作 - 主演・横浜 織田同志会会長 織田征仁
- 織田同志会 織田征仁（2020年 - 2022年6月25日）全10作 - 主演・織田征仁
- 修羅の世界2（2022年） - 主演・龍安組毛利一家総長 毛利誠仁

### 舞台
- 谺来る（2004年6月1日 - 27日、明治座）
- 歩兵の本領（2005年1月21日 - 2月6日、紀伊国屋サザンシアター）
- あずみ〜AZUMI on STAGE〜（2005年4月3日 - 26日、明治座）
- 雪まろげ（2016年9月 - 12月、シアター1010 ほか） - 大吾 [27]
- 駆けはやぶさひと大和（2018年2月8日 - 18日 天王洲 銀河劇場、2月23日 - 25日 森ノ宮ピロティホール）　-　近藤勇
- 銀河鉄道の父
  - 初演（2020年10月15日 - 22日、新国立劇場小ホール） - 主演・宮沢政次郎
  - 再演（2023年9月9日 - 16日、自由劇場） - 主演・宮沢政次郎[28]
- DisGOONie Presents Vol.10 舞台『MOTHERLAND』（2021年12月3日 - 12日、明治座 / 12月18日 - 19日、森ノ宮ピロティホール） - 蒙武[29]

### テレビアニメ
- アガサ・クリスティーの名探偵ポワロとマープル（2004年、NHK） - ガイ・ウィラード

### ゲーム
- 龍が如く OF THE END（2011年） - 二階堂哲雄

### ドキュメンタリー
- 海の道が結ぶ自然遺産〜屋久島・奄美大島奇跡の島々へ〜（2013年、テレビ朝日）

### ラジオ
- 緒形君と的場君（1991年4月 - 10月、ニッポン放送『伊集院光のOh!デカナイト』箱番組）
- わっせ!的場の朝までネンナヨ!!（1993年4月 - 10月、東北放送・秋田放送・青森放送）

### WEBドラマ
- テラフォーマーズ/新たなる希望（2016年、dTV）

### ナレーション
すべて日本テレビ
- バンクに賭ける青春〜愛と涙の競輪学校物語（2007年6月30日）
- 打鐘!シリーズ
  - 北京五輪への道 駆けろNEWヒーロー（2007年9月8日）
  - 北京五輪への道 燃やせHERO魂（2007年12月4日）
  - 愛と涙の競輪学校〜生き残りを賭けた青春物語（2008年5月10日）
  - 北京五輪への道 飛翔せよHERO魂（2008年8月2日）
  - 北京五輪最終章 メダリストの涙と挫折（2008年12月9日）
  - 1億円は誰の手に ケイリンGP最速王決定戦（2008年12月30日）
  - 奪え賞金1億円 KEIRINグランプリ09（2009年12月30日）
  - ロンドンへの道（2010年8月8日）
- KEIRINグランプリ2010〜賞金1億円は誰の手に（2010年12月30日）

### バラエティ
- わたしのきもち（2004年4月 - 2008年3月、NHK） - かおのたいそう
- 恋するハニカミ!（TBS）
- 新感覚ゲーム クエスタ（NHK） - レギュラー
- 爆笑レッドカーペット（フジテレビ） - 審査員（不定期出演）
- run for money 逃走中（2012年8月28日、2013年1月6日・13日、2014年1月5日、フジテレビ）
- くりぃむクイズ ミラクル9（テレビ朝日） - 不定期出演
- 日本語探Qバラエティ クイズ!それマジ!?ニッポン（フジテレビ） - 準レギュラー
- どっちの料理ショー（読売テレビ）
- オールスター感謝祭（TBS）
- 世界ベスト・オブ・映像ショー 頂上リサーチ（フジテレビ） - 司会
- 有吉のニッポン元気プロジェクト おーい!ひろいき村（フジテレビ） - 準レギュラー
- 緊急SOS!池の水ぜんぶ抜く大作戦（2017年1月15日 - 、テレビ東京） - 準レギュラー
- 最上級のひらめきニンゲンを目指せ!クイズ!金の正解!銀の正解!（2017年4月22日 - 9月16日、フジテレビ） - レギュラー解答者
- 液体グルメバラエティー たれ（2017年7月10日 - 9月12日、テレビ東京）
- この差って何ですか?（2018年3月13日、TBS） - レギュラー解答者
- 直撃LIVE グッディ!（2019年11月5日 - 2020年9月、フジテレビ） - コメンテーター（不定期出演）
- 的場浩司のスイーツ男子塾!（2021年3月25日 - 6月10日、MONDO TV）
- プレバト!!（MBS） - 不定期出演（俳句・特待生2級）
- パンパンパン パンパンパン パンパンパンパンパンパンパン（2023年9月4日 - 25日、テレビ東京）[30]
- 大阪おっさんぽ（2024年10月5日・12日、テレビ大阪）[31]
- 山梨放送開局70周年記念番組「スイーツと的場と○○」（2024年11月16日 - 12月14日、YBS）※全5回[32]

### CM
- ロート製薬「ロートZi:」（1990年）
- KKベストセラーズ「クロコダイル」（1990年）
- フジテレビ「みんなそろそろホントのことを」（1992年） - 狼男 役
- 日清食品「棒棒鶏」（1992年）
- アサヒ飲料「パワビタ・イレブン」（1993年）[33]
- サッポロビール「麦酒物語」（1995年）
- 東海漬物「きゅうりのキューちゃん」（1998年）
- 東京電力「ラジオCM」（2000年）
- ハウス食品「うまいっしょ」（2000年）
- ダイハツ「アトレーワゴン」（2005年）
- 三和酒類「いいちこ 日田全麹」（2009年 - ）
- 海遊館『ペンギンパレード』編・『イルミネーションファンタジー』編（2010年）
- 株式会社CLO2 Lab 空間除菌剤「オキサイダー」（2021年）
- リクルート「Airペイ」『Airペイ スイーツ店』篇（2022年） - マトバリトッツォ店長 役
- gelato pique「THE FATHER’S DAY SPECIAL MOVIE」（2025年）[34]

## 企画・脚本・原案
- 汚れた代紋（2007年、主演：的場浩司）全2作 企画・脚本
- 修羅の血涙（2007年、主演：的場浩司）全2作 企画・脚本
- YOKOHAMA BLACK（2016年、主演：的場浩司） - 原案
- 織田同志会 織田征仁 第七章 第八章（2021年、主演：的場浩司） - 脚本（ZICO BATMAN名義）

## 出版物

### 著書
- ティアラへ めざすはゴッドパパ（2002年10月4日、ホーム社）ISBN 978-4-83425-060-2
- 的場スイーツ 〜本気の113品〜（2009年5月1日、ワニブックス）ISBN 978-4-84701-836-7
- 的場スイーツ2 〜新・本気の115品〜（2010年2月5日、ワニブックス）ISBN 978-4-84701-892-3

### 写真集
- 的場浩司写真集「自分」（1991年、集英社）ISBN 978-4-08780-144-6

### 雑誌連載
- ボアアップ→Jrヤングオート（芸文社） - 「的場浩司の駅前ロータリー」
- ザテレビジョン（角川書店） - 「気分はShake it up Baby」

## 音楽

### シングル
全編曲：炎達・入江純
1. 宝探しの唄（1990年6月25日）作詞：的場浩司／補作詞：翔（横浜銀蝿）／作曲：炎達
2. 俺の唄〜現役だもんで〜（1990年11月5日）作詞：的場浩司／作曲：炎達
3. シャコタンの唄（1991年7月5日）作詞：的場浩司／作曲：高槻真裕
4. 鎖の楽園（1992年7月22日）作詞：大津あきら／作曲：佐藤健

### アルバム
1. 的場の唄 不良少年○怖の章（1990年3月5日）
2. 的場の唄 不良少年○痛の章（1990年11月21日）
3. 散月記（1991年3月1日）
4. 的場の唄 不良少年○渦の章（1991年7月21日）
5. 炎天下ツアー'91（1991年11月21日）
6. FIRES BEST CHOICE よりすぐり（1992年2月21日）
7. 残像の夏（1992年9月26日）
8. 的場浩司 パーフェクト・ベスト（2010年7月7日）

### 映像作品
いずれも未DVD化

#### ミュージック・ビデオ
1. 的場の絵 不良少年○怖の章（1990年4月21日）

#### ライブビデオ
1. 的場の絵 炎天下ツアー'90（1990年9月21日） - 炎達ファーストライヴ（1990年7月12日、市川CLUB GIO
2. 的場の絵 炎天下ツアー'91（1991年10月21日）

### 楽曲提供
- 寺尾友美「うわさのあの娘は風小町」（1991年12月5日）
  - 作詞：的場浩司／作曲：炎達／編曲：棚橋UNA信仁
    - アルバム「Giggles」の4曲目に収録

## イメージキャラクター
- リプログループ[35]
- ウィルAGAクリニック